# Ouratea platicaulis
Ouratea platicaulis är en tvåhjärtbladig växtart som beskrevs av C. Sastre. Ouratea platicaulis ingår i släktet Ouratea och familjen Ochnaceae. Inga underarter finns listade i Catalogue of Life.